# Shu (divinità)

Shu

Shu (anche Chu, Sciu, Schu) è un divinità egizia appartenente alla religione dell'antico Egitto. Era un dio primordiale, personificazione dell'aria, dell'atmosfera e del vento, e membro della grande Enneade di Eliopoli. Era anche il dio della luce che ruppe le tenebre primordiali. Il suo nome significa Colui Che solleva e deriva dalla sua principale funzione mitologica: la divisione di suo figlio Geb, la terra, da sua figlia Nut, il cielo - momento fondamentale della creazione del mondo; ma potrebbe anche significare Asciutto (riferimento al vento che asciuga) o Vuoto.

## Famiglia

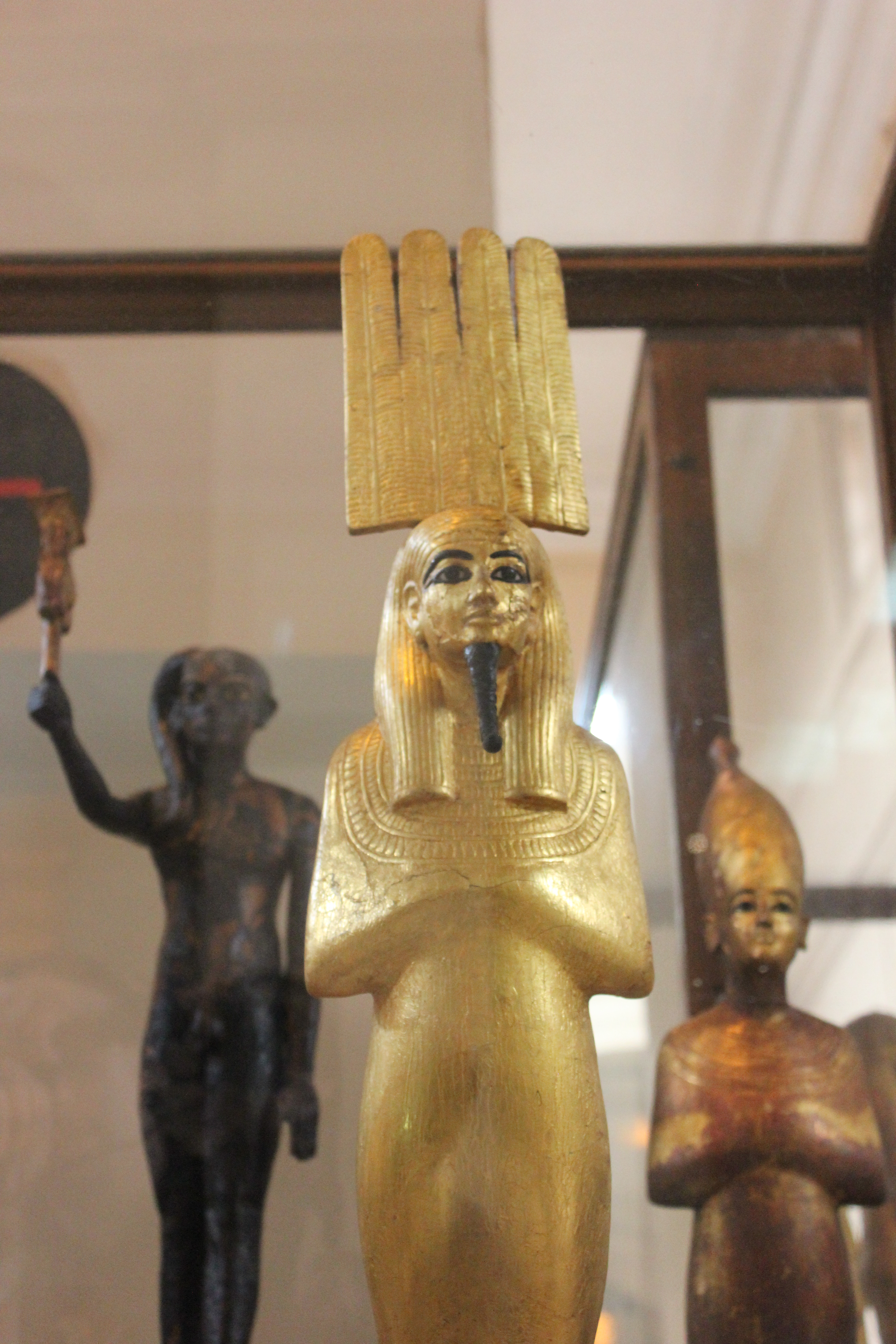
Statua di Shu mummiforme, con il copricapo di quattro piume, dalla Tomba di Tutankhamon. Museo egizio del Cairo.

### Ascendenza
Shu e la sua sorella gemella e moglie Tefnut sarebbero nati dal soffio del dio creatore Atum, tramite partenogenesi. Una versione leggermente differente vuole che abbia creato Shu e la Tefnut dal proprio sputo o dal proprio sperma, emesso masturbandosi; d'accordo con quest'ultima credenza, la mano di Atum fu venerata come suo principio femminile nella figura della dea Iusaas da una apposita classe di sacerdotesse denominate Mano del Dio e simbolicamente sposate con Atum. Come recita una formula dei Testi delle piramidi, rivolta ad Atum: 
(Testi delle piramidi, n°600)
Altre volte, era venerato come figlio primogenito di Ra e suo successore come re. All'inizio del loro culto, le differenze fra Atum e i figli Shu e Tefnut non era marcata: ancora nei Testi dei sarcofagi, risalenti al Medio Regno, le formule li invocano come trinità divina (un'invocazione li chiama Uno Che si è trasformato in Tre).

### Discendenza
Shu e Tefnut, ossia l'aria e l'umidità, formavano la prima coppia della Enneade divina. Tefnut era il simbolo dell'umidità e Shu quello dell'aria; rappresentavano con i loro due figli, Geb (la terra) e Nut (il cielo), i quattro elementi primordiali. Shu era quindi ritenuto il nonno di Horus, Osiride, Iside, Seth e Nefti e il bisnonno di Anubi. A Leontopoli, Shu e Tefnut erano venerati sotto forma di una coppia di leoni, detti Leoni dell'Orizzonte, uno di fronte all'altro con il sole all'orizzonte in mezzo a essi - come simboli del passato e del futuro, ma anche della ripetitività del tempo confrontata alla sua eterna identità.

## Ruolo e caratteristiche
Shu simboleggiava l'aria, intesa anche come soffio di vita e brezza refrigerante; era perciò associato a un'influenza pacificatrice. In virtù di ciò, e del suo legame con Maat (incarnazione della verità, della giustizia, dell'ordine), Shu era comunemente raffigurato, così come questa dea, con una piuma di struzzo in testa, che era anche il geroglifico del suo nome, oppure con un copricapo di quattro piume, simboleggianti i quattro pilastri che aveva posto a sorreggere il cielo. La piuma di struzzo era simbolo di leggerezza e purezza. Anche la nebbia e le nuvole erano elementi di Shu: come si evince dalle menzioni a Shu nei Testi delle piramidi, gli egizi credevano che le nubi fossero le sue stesse ossa. Per la sua posizione fra la terra e il cielo, era anche identificato con l'atmosfera e il vento.

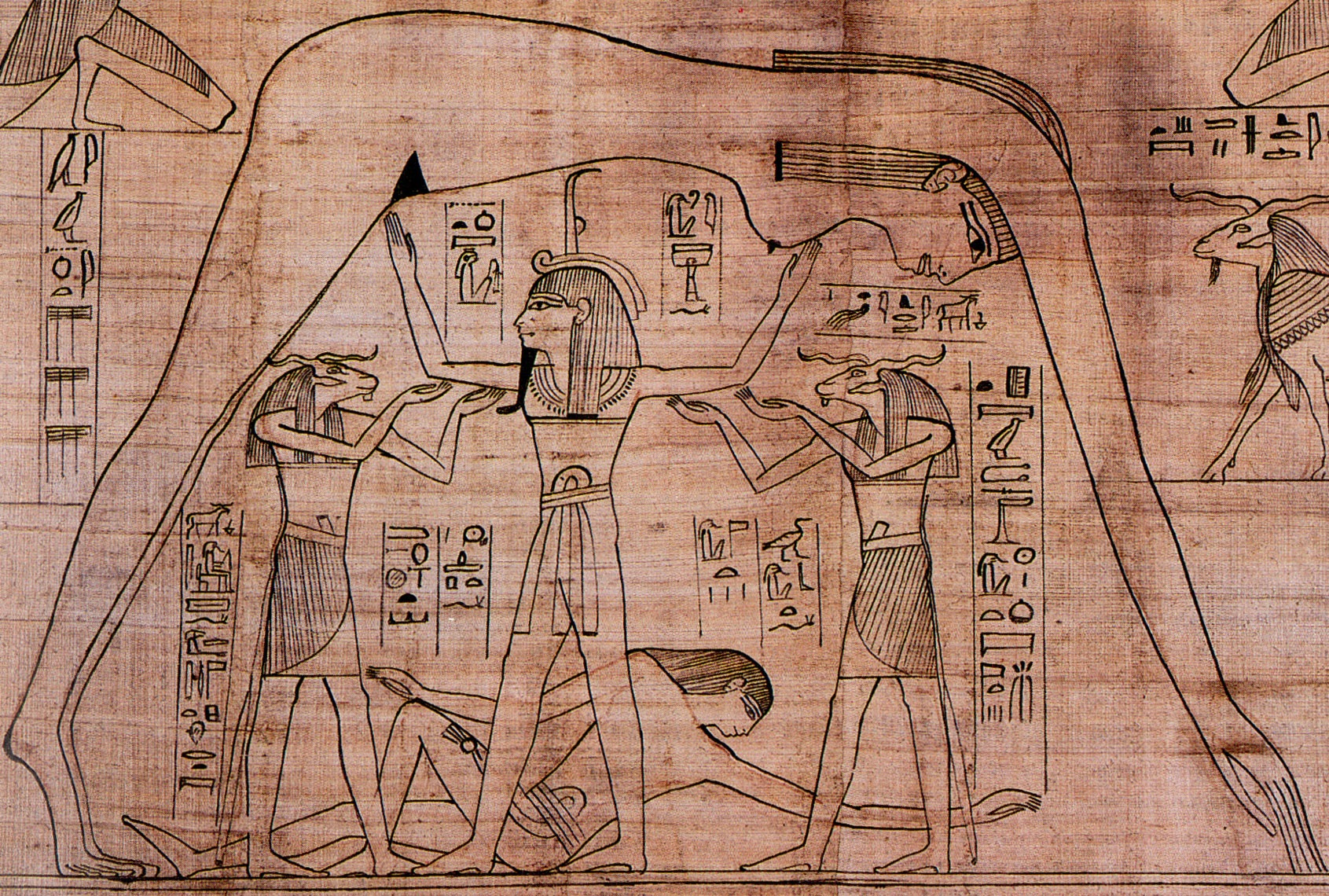
Dettaglio del Papiro Greenfield (ca. 950 a.C.) raffigurante Shu, al centro, in piedi sopra a Geb (la terra) mentre sostiene Nut (il cielo), assistito da una coppia di divinità Hehu dalla testa d'ariete. British Museum.

Era anche rappresentato con l'usuale barba posticcia legata al mento, in piedi sopra a Geb e con le braccia sollevate nell'atto di sostenere Nut; in ciò era assistito da due degli otto dei Hehu (che avrebbe creato dai propri fluidi corporei). Tale iconografia simboleggiava l'atmosfera tra la terra e il cielo. Talvolta era adorato come dio della luce, sormontato dal disco solare anziché da Nut, e in alcuni testi risalenti al Nuovo Regno è comparato a Ra-Horakhty. Enfatizzando la credenza risalente all'Antico Regno secondo cui Shu sarebbe stato colui che dava vita a Ra e al faraone, re Akhenaton (1351 a.C. - 1334/3 a.C.) affermò che Shu risiedeva nel disco solare, trovando posto nella sua nuova dottrina per questo dio e per la sua compagna Tefnut come aspetti del dio della luce e icone della coppia reale. In alcune statue risalenti all'inizio del loro regno, Akhenaton e la sua Grande sposa reale Nefertiti compaiono nelle vesti di Shu e Tefnut. Nella titolatura reale, i faraoni erano definiti, tra l'altro, Figli di Ra - e siccome il primogenito di Ra era proprio Shu, si instaurò presto una correlazione tra il faraone e questo dio.

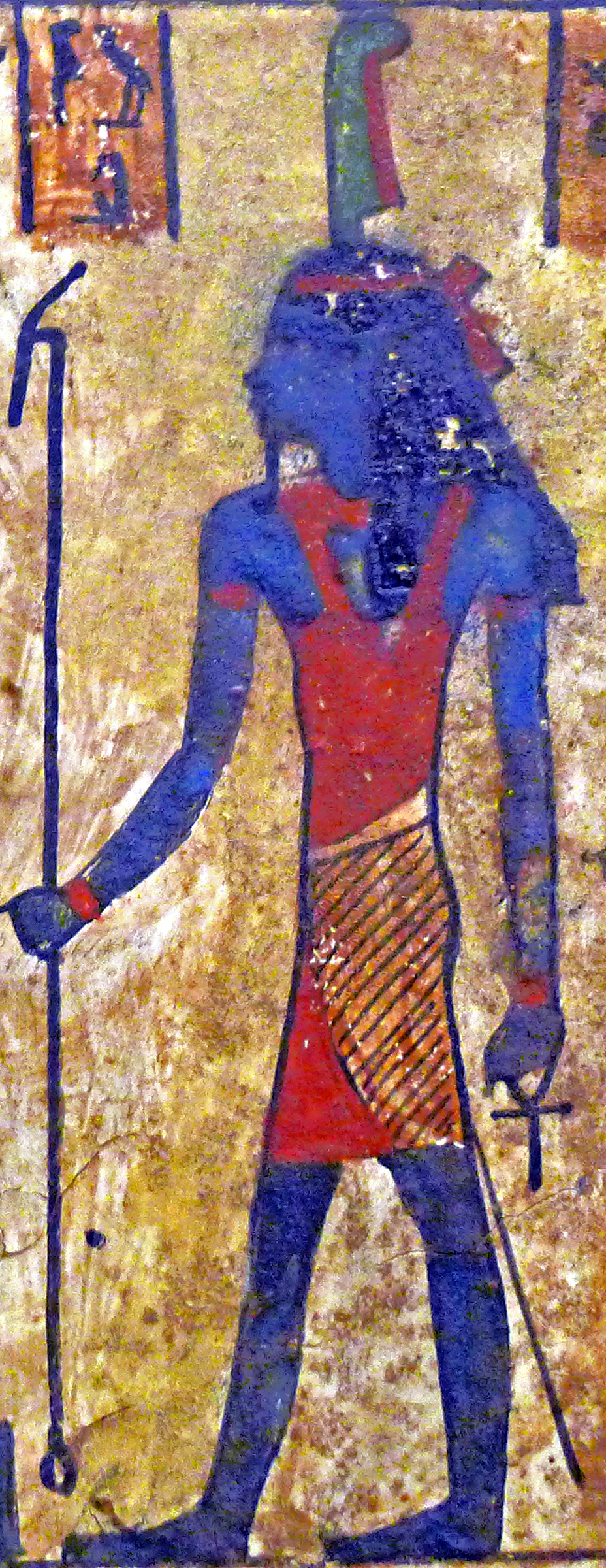
Shu in una dettaglio della stele di Usirur, in legno dipinto, risalente al III secolo a.C.. Museo del Louvre, Parigi.

Shu era invece ritenuto un dio pericoloso quando si trovava nel mondo dei morti della religione egizia (Duat), dove si credeva guidasse una folla di torturatori e assassini, la violenza massacratrice dei quali costituiva un grande pericolo per le anime dei defunti. Era comunemente raffigurato sui poggiatesta su cui gli egizi appoggiavano il capo per dormire (un pregevole esemplare è stato rinvenuto nella tomba di Tutankhamon): credevano infatti che Shu vegliasse sul sonno dei mortali.
Shu era anche identificato con Onuris, il cui nome significa Colui che porta la Lontana - In-hert, riferito a Tefnut nel mito della Dea Lontana. I greci lo associarono ad Atlante, il titano primordiale che sosteneva le sfere celesti; entrambi erano infatti rappresentati nell'atto di sostenere la volta celeste; inoltre Shu poteva essere dipinto come un gigante
(Pinch)

## Miti

### Mito dello smarrimento di Shu e Tefnut
Secondo un mito, un giorno Shu e Tefnut si allontanarono dal loro padre, Atum o Ra, per esplorare le misteriose acque primordiali del Nun, da cui il mondo aveva avuto origine (secondo altre versioni, vi si sarebbero smarriti). Il padre reagì al loro allontanamento disperandosi, convinto di averli perduti per sempre, e in seguito mandò il proprio Occhio a cercarli. Al loro ritorno, Atum, o Ra, pianse di gioia e dalle sua lacrime nacque l'umanità. La formula n°76 dei Testi dei sarcofagi, che spiega la nascita del primo raggio di sole, fa dire a Shu:
(Testi dei sarcofagi, n°76)

### Mito del litigio con Tefnut

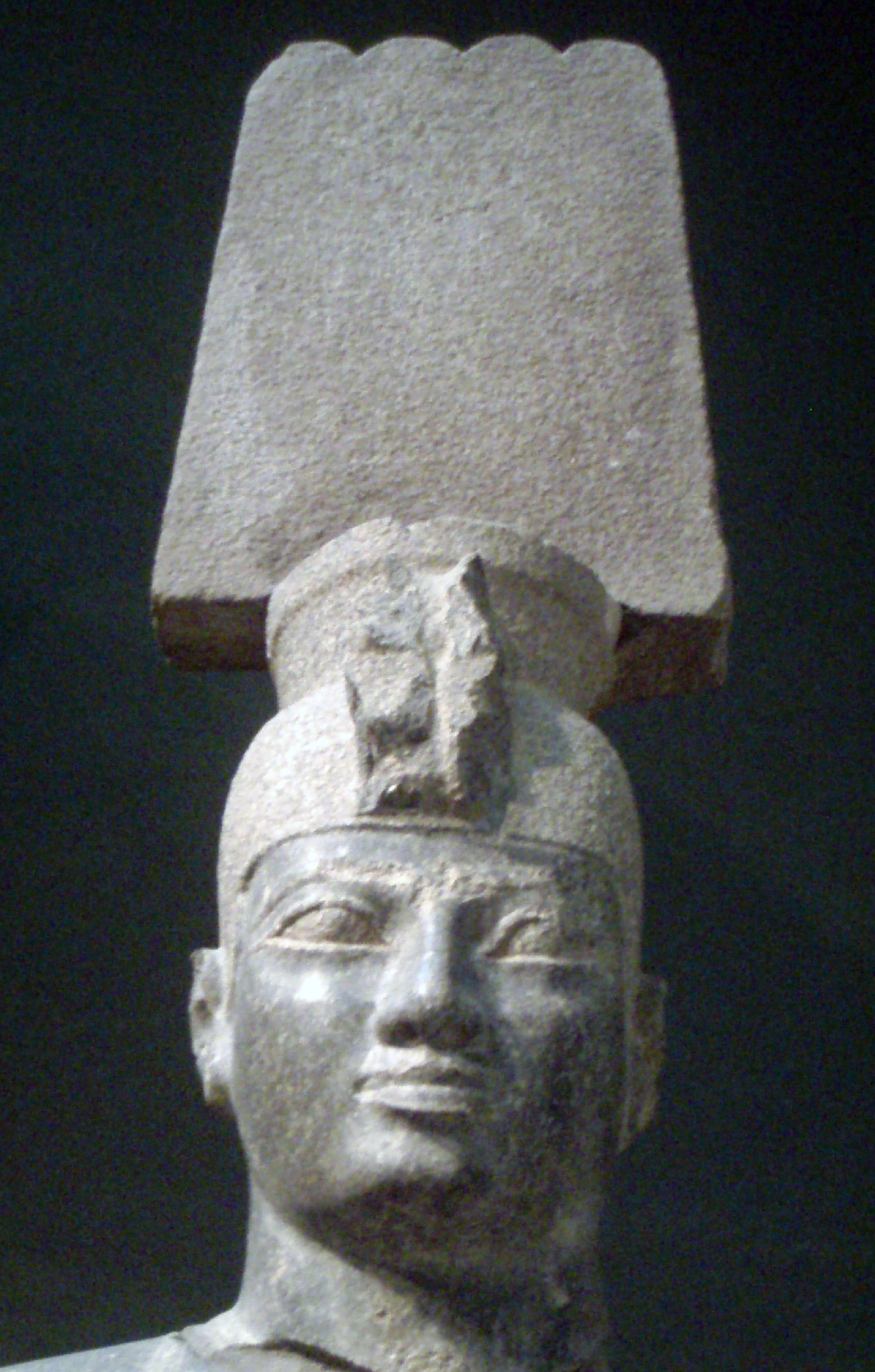
Colosso di re Anlamani di Kush. Dettaglio della testa con il copricapo quadripartito di Shu. Museum of Fine Arts, Boston.

Un mito piuttosto tardo, probabilmente basato su un disastroso evento climatico verificatosi alla fine dell'Antico Regno, narra che Shu e Tefnut litigarono e Tefnut lasciò l'Egitto per stabilirsi in Nubia (che aveva un clima generalmente meno tempestoso). Successivamente, Shu cominciò a sentire la mancanza della sorella/moglie, la quale si era ormai tramutata in una terribile gatta che trucidava ogni uomo o dio che si imbattesse in lei, chiamata Gatto Nubiano. Sotto mentite spoglie, il dio Thot riuscì infine ad ammansirla e a convincerla a tornare da Shu, mentre secondo altri testi fu lo stesso Shu a persuaderla: un riferimento a Shu nella formula n°75 dei Testi dei sarcofagi come colui che 
(Testi dei sarcofagi, n°76)
sarebbe un'allusione a quest'ultimo aspetto del mito. Forse, fu proprio dopo questa riappacificazione che a Shu fu concesso di sposare Tefnut.

### Mito del regno di Shu

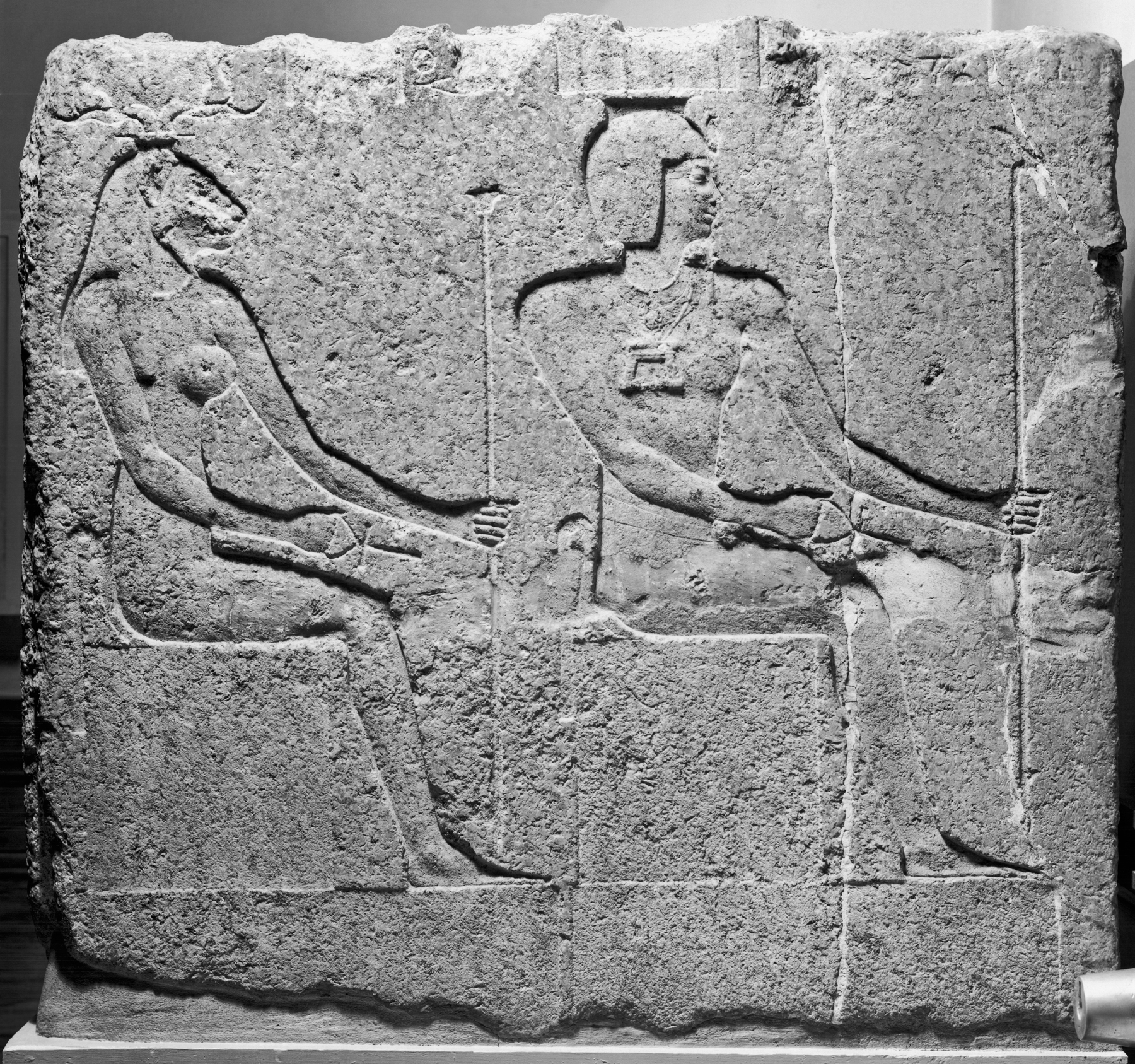
Frammento di un rilievo in granito rosso raffigurante il faraone Tolomeo II Filadelfo (282 a.C. - 246 a.C.), qui assente, che adora Shu e la dea Menhit. Walters Art Museum, Baltimora.

Anche se, in alcune versioni, Thot era ritenuto il successore di Ra come re sulla terra, più comunemente si voleva che questo onore fosse spettato a Shu (il Grande Papiro Harris lo loda dicendo che regnò sull'Egitto in quanto primogenito di Ra); la paternità di Shu era variamente attribuita ad Atum e a Ra.
Durante il suo regno terreno, durato 700 anni, Shu avrebbe edificato numerosi templi per onorare gli altri dei, tutti prospicienti i quattro pilastri che aveva posto ai quattro punti cardinali per sostenere il cielo (simboleggiati dal copricapo con quattro alte piume). Il suo palazzo, chiamato Het Nebes, era, nel mito, un santuario imponente e impenetrabile. Il figlio di Shu, Geb, si sarebbe invaghito della propria madre Tefnut e avrebbe cominciato a vagare sconsolato per il mondo, anche se un'altra tradizione vuole che Geb abbia spodestato ed esiliato Shu; poi avrebbe stuprato Tefnut, oppure l'avrebbe scelta come propria regina consorte, separando il Shu dalla amata Tefnut come vendetta per quando Shu lo aveva diviso da Nut. Cercando di mettersi in testa il copricapo del padre, Geb fu bruciato dal serpente (l'ureo) che lo sormontava, ma in seguito venne accettato come sovrano. In altre versioni, Geb sarebbe successo legittimamente e pacificamente a Shu, e al momento di ascendere al trono gli sarebbe stato rivolto il monito a tenere sotto controllo 
(G. Pinch)
Un giorno, i figli del demone/serpente Apopi, che dimoravano nel deserto, avrebbero attaccato l'Egitto e lo avrebbero fatto sprofondare nel caos - tuttavia non furono in grado di distruggere i santuari di Shu, e Geb fu in grado di opporvisi con le sue forze e sbaragliarli. 

## Galleria d'immagini

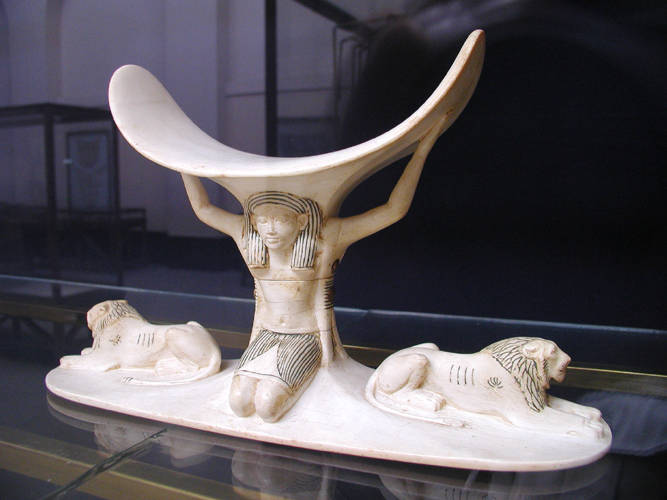
Poggiatesta di Tutankhamon (1332 a.C. - 1323 a.C.), rinvenuto nella sua tomba, raffigurante Shu come protettore del sonno. Museo egizio del Cairo (JE 62020).
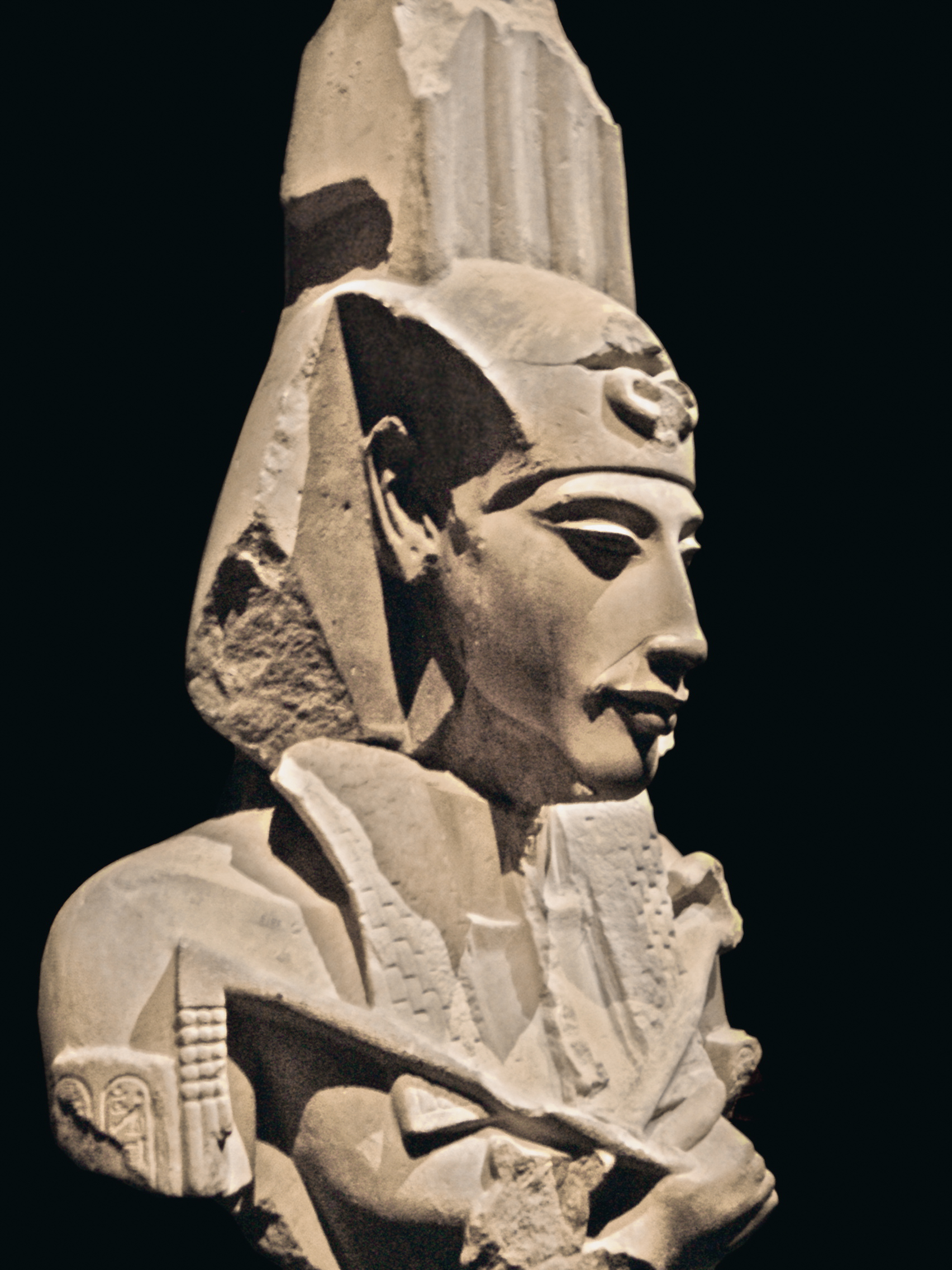
Colosso del faraone Akhenaton con la corona nemes sormontata dal copricapo quadripartito di Shu. Museo egizio del Cairo.
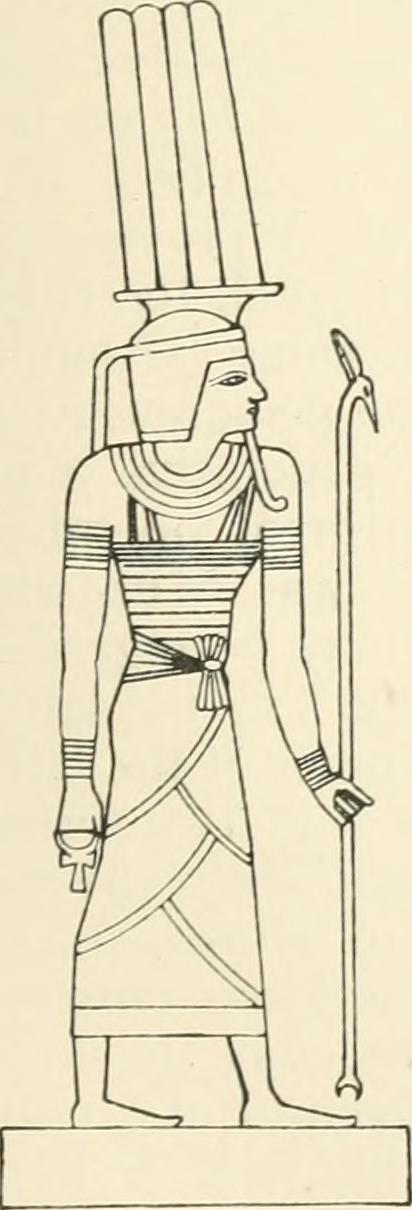
Il dio Onuris, simile a Shu in vari aspetti, ne condivideva anche il copricapo quadripartito.
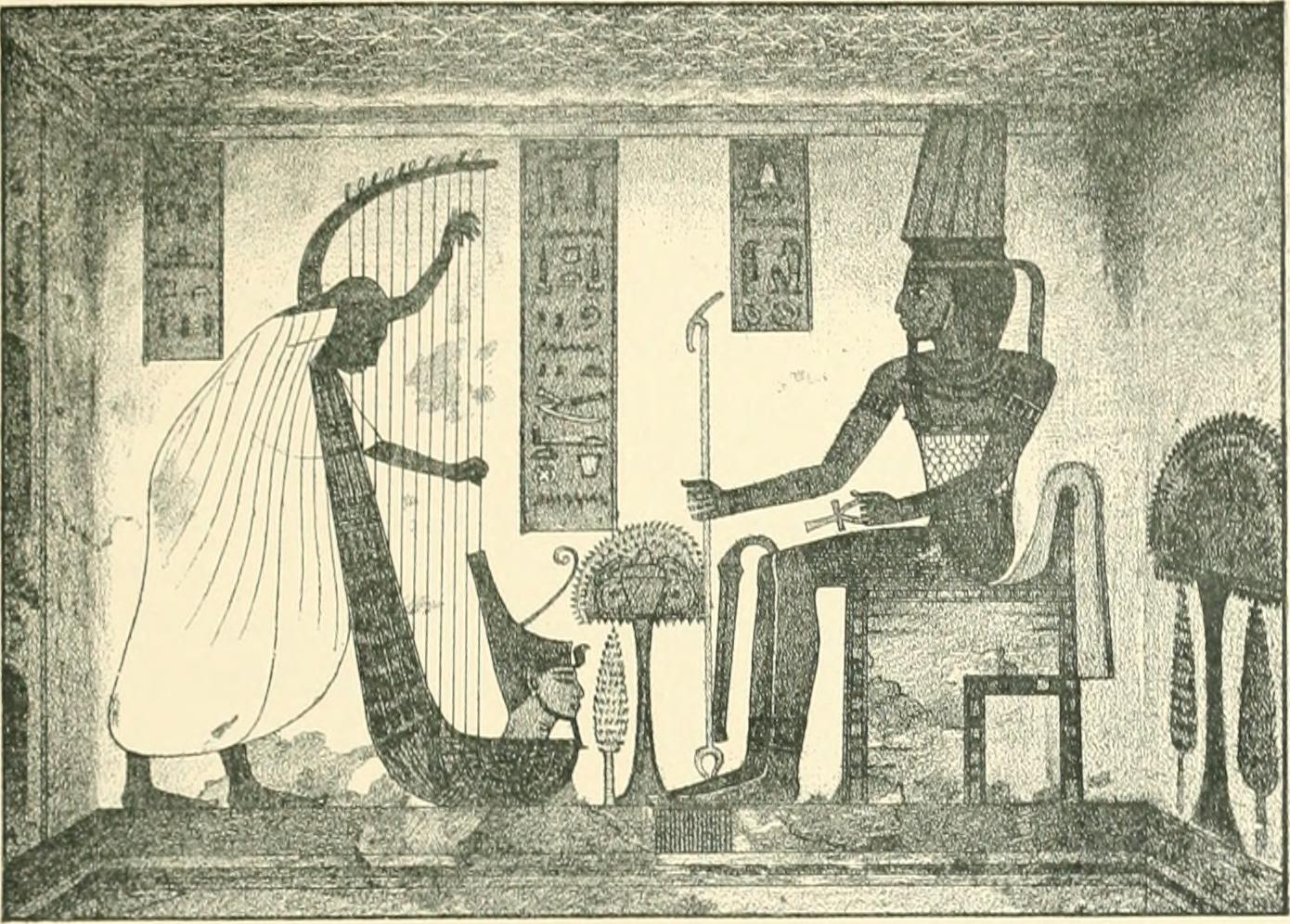
Scena della tomba (KV11) di Ramses III raffigurante un arpista al cospetto di Shu-Onuris.
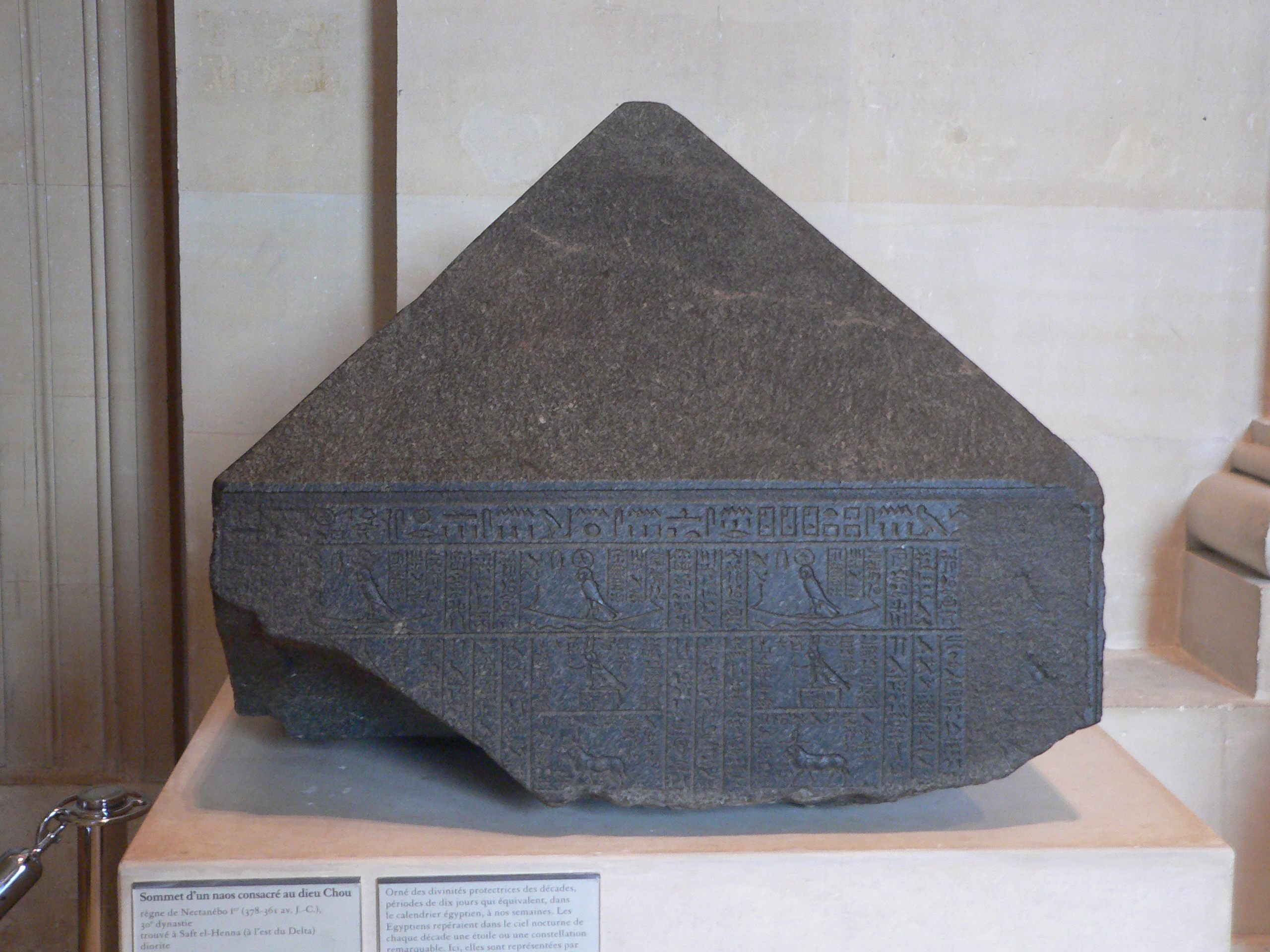
Sommità di un naos consacrato a Shu da parte del faraone Nectanebo I. Museo del Louvre, Parigi.